# Styloptocuma formosa
Styloptocuma formosa är en kräftdjursart som beskrevs av Jones 1984. Styloptocuma formosa ingår i släktet Styloptocuma och familjen Nannastacidae. Inga underarter finns listade i Catalogue of Life.